# Сент-Юберти, Антуанетта
Анна Антуанетта Сесиль Сент-Юберти, урождённая Клавель (фр. Anne-Antoinette-Cécile Saint-Huberty; 15 декабря 1756, Страсбург — 22 июля 1812, Лондон) — французская оперная певица (сопрано). Пела в операх Глюка и Пиччини. Была убита в Лондоне вместе со своим мужем, графом д’Антрегом, при невыясненных обстоятельствах.

## Биография
Антуанетта Клавель родилась в 1756 году в Страсбурге (в некоторых источниках неверно указан Туль). Музыке начала учиться под руководством отца, театрального антрепренёра. В возрасте 12 лет она уже настолько хорошо пела, аккомпанируя себе на клавесине, что начала получать приглашения от крупных оперных театров, в том числе Лиона и Бордо, однако выступала лишь в Страсбурге. В 1770 году она совершенствовалась в Варшаве под руководством Жана-Батиста Лемуана. Там же, в 1774 году, состоялся её дебют в опере Лемуана «Букет Колетт» (Le Bouquet de Colette).
После возвращения в Страсбург Антуанетта познакомилась с человеком по фамилии Сент-Юберти, который якобы набирал во Франции актёров для оперной труппы Генриха Прусского. Антуанетта последовала за ним в Берлин, где в 1775 году вышла за него замуж. Однако брак оказался неудачным: супруг был груб с женой, отбирал у неё имущество и деньги и не раз внезапно покидал её вначале в Берлине, потом в Варшаве, куда он вызвал её письмом, а потом в Вене. В конце концов они расстались, и Антуанетта одна отправилась в Париж. Она сохранила фамилию Сент-Юберти и впоследствии выступала на сцене под этим именем.

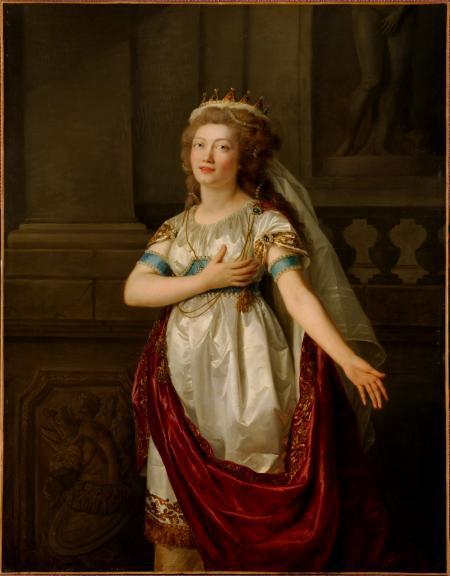
Анна Валлайе-Костер. Мадам Сент-Юберти в роли Дидоны. 1785

В Париже драматические дарования Антуанетты Сент-Юберти заметил Глюк и начал покровительствовать ей. Под его руководством она продолжила учиться пению. В 1777 году она впервые выступила на сцене Парижской оперы, в партии Мелиссы в премьерной постановке оперы Глюка «Армида». С 1781 года она входила в число ведущих артисток Парижской оперы и приняла участие в ряде премьер, включая «Дидону» Пиччини, «Химену» Саккини и «Данаиды» Сальери. Большой успех имело также её выступление в роли Альцесты в одноимённой опере Глюка и Анжелики в «Роланде» Пиччини. Певица много гастролировала, в том числе в Лондоне, Вене и Санкт-Петербурге.
Сент-Юберти была любовницей графа д’Антрега, за которого затем вышла замуж и оставила сцену. В 1790 году, после Революции, д’Антрег бежал в Швейцарию, в Лозанну, и Антуанетта последовала за ним. В 1797 году ей, благодаря своим связям, удалось освободить мужа из тюрьмы в Милане, после чего они жили в Вене и Граце, а позднее в Петербурге и Лондоне. 22 июля 1812 года д’Антрег и его жена были убиты в своём загородном доме близ Лондона одним из слуг. Обстоятельства их смерти остались невыясненными, но предполагается, что граф был посвящён в какие-то тайные условия Тильзитского мира, которые выдал английскому министерству иностранных дел, что и повлекло его смерть. После двойного убийства слуга-итальянец застрелился сам.